# Pandoja
Pandoja es una localidad de Bolivia, la quinta más grande del municipio de Quillacollo del departamento de Cochabamba, distante 18 km al oeste de la ciudad de Cochabamba, la capital departamental, en la orilla este del Río Liriuni.

## Población de ciudad
| Año  | Habitantes | Fuente     |
| ---- | ---------- | ---------- |
| 1992 | 925        | Censo 1992 |
| 2001 | 1 624      | Censo 2001 |
| 2012 | 6 611      | Censo 2012 |